# Kwiecień 2008 w sporcie
Zobacz też: Kwiecień 2008 • Zmarli w kwietniu 2008 • Kwiecień  2008 w Wikinews

## 13 kwietnia

### Curling
- Mistrzostwa Świata Mężczyzn 2008
  - W finale Kanada (Kevin Martin) pokonała Szkocję (David Murdoch) 6:3. Kapitan reprezentacji Kanady przełamał swoją złą passę, gdzie w 3 imprezach międzynarodowych (MŚJ 1986, MŚ 1991, ZIO 2002) przegrywał w finale.
  - Zakończenie mistrzostw

## 12 kwietnia

### Curling
- Mistrzostwa Świata Mężczyzn 2008
  - W półfinale Kanadyjczycy (Kevin Martin) wygrali z Norwegami (Thomas Ulsrud)5:4, tym samym Kanada awansowała do finału a Norwegia do małego finału.
  - W meczu o brązowy medal Norwegia (Thomas Ulsrud) zwyciężyła reprezentację Chin (Wang Fengchun).

## 11 kwietnia

### Curling
- Mistrzostwa Świata Mężczyzn 2008
  - Szkocja (David Murdoch) pokonała w meczu 1-2 Kanadę (Kevin Martin) wynikiem 7:6 przejmując 3 ostatnie endy. Szkocja awansowała do finału, Kanada po porażce rozegrała mecz półfinałowy.
  - Norwegia (Thomas Ulsrud) pokonała w meczu 3-4 Chiny (Wang Fengchun) 7:5.

## 10 kwietnia

### Curling
- Mistrzostwa Świata Mężczyzn 2008
  - Sesja 15. (Chiny – Australia 5:3; Szwajcaria – Kanada 6:8; Francja – Szwecja 5:7; Niemcy – Dania 10:7)
  - Sesja 16. (Stany Zjednoczone – Szwajcaria 7:8; Norwegia – Chiny 7:8; Szkocja – Niemcy 5:3; Czechy – Francja 3:10)
  - Sesja 17. (Dania – Szkocja 4:7; Szwecja – Czechy 8:6; Kanada – Stany Zjednoczone 10:4; Australia – Norwegia 7:9)
  - Zakończenie Round-Roibn, do rundy Page playoffs awansowała Kanada, Szkocja, Chiny i Norwegia.

## 9 kwietnia

### Curling
- Mistrzostwa Świata Mężczyzn 2008
  - Sesja 12. (Niemcy – Szwecja 5:6; Francja – Dania 7:4; Szwajcaria – Australia 6:7; Chiny – Kanada 6:5)
  - Sesja 13. (Kanada – Czechy 6:1; Australia – Szkocja 4:6; Dania – Norwegia 3:7; Szwecja – Stany Zjednoczone 6:8)
  - Sesja 14. (Norwegia – Francja 6:4; Stany Zjednoczone – Niemcy 8:5; Czechy – Chiny 3:7; Szkocja – Szwajcaria 6:4)

## 8 kwietnia

### Curling
- Mistrzostwa Świata Mężczyzn 2008
  - Sesja 9. (Australia – Stany Zjednoczone 6:4; Kanada – Norwegia 9:8; Szwecja – Szkocja 7:11; Dania – Czechy 8:7)
  - Sesja 10. (Szkocja – Chiny 8:2; Czechy – Szwajcaria 7:8; Stany Zjednoczone – Francja 5:6; Norwegia – Niemcy 7:6)
  - Sesja 11. (Szwajcaria – Dania 4:7; Niemcy – Kanada 4:9; Chiny – Szwecja 8:2; Francja – Australia 6:4)

## 7 kwietnia

### Curling
- Mistrzostwa Świata Mężczyzn 2008
  - Sesja 6. (Czechy – Niemcy 7:9; Szkocja – Francja 5:4; Norwegia – Szwajcaria 9:8; Stany Zjednoczone – Chiny 9:8)
  - Sesja 7. (Francja – Kanada 2:8; Niemcy – Australia 3:5; Chiny – Dania 8:5; Szwajcaria – Szwecja 5:4)
  - Sesja 8. (Szwecja – Norwegia 5:7; Dania – Stany Zjednoczone 7:6; Australia – Czechy 8:5; Kanada – Szkocja 6:5)

## 6 kwietnia

### Curling
- Mistrzostwa Świata Mężczyzn 2008
  - Sesja 3. (Szkocja – Norwegia 10:6; Czechy – Stany Zjednoczone 7:6)
  - Sesja 4. (Australia – Dania 10:7; Chiny – Szwajcaria 7:5; Francja – Niemcy 5:8; Szwecja – Kanada 5:8)
  - Sesja 5. (Stany Zjednoczone – Szkocja 7:6; Dania – Szwecja 9:5; Kanada – Australia 9:3; Norwegia – Czechy 8:4)

## 5 kwietnia
- Robert Kubica po raz pierwszy w karierze wystartuje do wyścigu z pole-position. Zwycięstwo w kwalifikacjach o GP Bahrajnu Kubicy jest także pierwszym zwycięstwem Teamu BMW (onet.pl)

### Curling
- Mistrzostwa Świata Mężczyzn 2008
  - Rozpoczęcie zawodów
  - Sesja 1. (Norwegia – Stany Zjednoczone 6:8; Francja – Chiny 7:2; Niemcy – Szwajcaria 9:8; Czechy – Szkocja 7:5)
  - Sesja 2. (Szwajcaria – Francja 1:7; Szwecja – Australia 6:5; Dania – Kanada 3:9; Niemcy – Chiny 11:5)